# Хомский, Станислав Николаевич
Станислав Николаевич Хомский (10 октября 1936, Симферополь — 4 ноября 2011, Магадан) — советский и российский актёр и режиссёр театра.
Заслуженный артист РСФСР (1989). Народный артист Российской Федерации (2006).

## Биография
Родился 18 октября 1936 года в Симферополе в украинской семье.
С 1959 года — актёр Крымского русского театра драмы имени М. Горького. Затем работал в Смоленском, Пензенском театрах драмы.
В 1969—1973 годах — Норильский Заполярный театр имени Владимира Маяковского. В 1973—1974 годах — Криворожский русский музыкально-драматический театр. В 1974—1979 — Красноярский краевой театр драмы имени А. С. Пушкина. В 1979—1991 годах — Грозненский республиканский русский драматический театр имени М. Ю. Лермонтова. С 1992 года — Магаданский музыкально-драматический театр имени М. Горького.
Умер 4 ноября 2011 года в Магадане.

### Семья
Отец — Николай Иванович Хомский (9.03.1901 — 17.01.1977), происходил из обедневших дворян Волынской губернии, из слободы Вербы Барашивской волости Житомирского уезда.
Мать — Мария Григорьевна Козловская (19.05.1911 — 16.02.1990), из обедневших дворян Волынской губернии, из слободы Бобрицкая Болярка Барашивской волости Житомирского уезда.
Сестра — Нина Николаевна Алфёрова (13.10.1927 — 6.12.2009), Смоленск.

### Личная жизнь
Первая жена: Галина Владимировна Хомская (Гуляева) из Симферополя. Дочь — Ирина Станиславовна Хомская, проживает в Санкт-Петербурге.
Вторая жена: Светлана Ивановна Хомская (Волобуева) из Кривого Рога. Заслуженная артистка Чечено-Ингушской АССР (1938—2012). Похоронена в Новгороде.
Дочь — Яна Станиславовна Хомская, проживает в Новгороде.
Третья жена: Светлана Александровна Михайлова (14.10.1943), актриса драмы, Заслуженная артистка Чечено-Ингушской АССР. Окончила Театральный институт (Харьков) актёрского мастерства (1965). Работала в Приморском краевом Драматургическом театре им. М.Горького, Чеченском русском Драматическом театре имени М. Ю. Лермонтова, Магаданском музыкальном драматическом театре.

## Творчество
За свою более чем полувековую творческую жизнь сыграл огромное количество разноплановых ролей в театральных спектаклях по мотивах произведений зарубежных и отечественных классиков. Наряду с актерской деятельностью последнее время выступал в качестве режиссёра.

## Награды
- Заслуженный артист Чечено-Ингушской АССР (1985);
- Заслуженный артист РСФСР (04.04.1989);
- Народный артист России (13.02.2006).